# Генойс, Карста
Ка́рста Ге́нойс-Кюн (нем. Carsta Genäuß-Kühn; род. 30 ноября 1959, Дрезден) — немецкая гребчиха-байдарочница, выступала за сборную ГДР в конце 1970-х — середине 1980-х годов. Чемпионка летних Олимпийских игр в Москве, семикратная чемпионка мира, чемпионка международного турнира «Дружба-84», многократная победительница регат национального значения.

## Биография
Карста Генойс родилась 30 ноября 1959 года в Дрездене. Активно заниматься греблей начала в раннем детстве, проходила подготовку в местном дрезденском спортивном клубе «Айнхайт» под руководством тренера Рольфа Цайдлера. На юниорских соревнованиях заявляла о себе уже в 1975 и 1977 годах, побеждая в том числе на юношеских чемпионатах Европы.
Первого серьёзного успеха на взрослом международном уровне добилась в 1978 году, когда побывала на чемпионате мира в югославском Белграде, откуда привезла награду золотого достоинства, выигранную в зачёте четырёхместных байдарок на дистанции 500 метров. Благодаря череде удачных выступлений удостоилась права защищать честь страны на летних Олимпийских играх 1980 года в Москве — вместе с напарницей Мартиной Бишоф обогнала всех соперниц в полукилометровой гонке и завоевала тем самым золотую олимпийскую медаль.
Вскоре после московской Олимпиады Генойс вышла замуж и на дальнейших соревнованиях выступала под фамилией Кюн. В 1981 году она выступила на чемпионате мира в английском Ноттингеме и выиграла сразу две золотые медали в двух дисциплинах: в пятисотметровых гонках двухместных и четырёхместных байдарок. Два года спустя повторила это достижение на мировом первенстве в финском Тампере, ещё через два года добилась того же результата на аналогичных соревнованиях в бельгийском Мехелене, став таким образом семикратной чемпионкой мира.
Как член сборной в 1984 году должна была участвовать в Олимпийских играх в Лос-Анджелесе, однако страны социалистического лагеря по политическим причинам бойкотировали эти соревнования, и вместо этого она выступила на альтернативном турнире «Дружба-84» в Восточном Берлине, где тоже имела успех, в частности в паре с легендарной Биргит Фишер стала чемпионкой в полукилометровой гонке двоек, а в четвёрках получила серебряную медаль, пропустив вперёд лишь команду СССР.
За выдающиеся спортивные достижения награждена золотым и серебряным орденами «За заслуги перед Отечеством» (1980, 1984). Завершив спортивную карьеру, перешла на тренерскую работу, работала тренером по гребле на байдарках и каноэ в своём родном спортивном клубе в Дрездене. Позже была реставратором Государственного управления археологии Саксонии. В настоящее время в разводе.